# هيونداي موتور
شركة هيونداي موتور (بالكورية: 현대자동차) و(بالإنجليزية: Hyundai Motor Company)‏ فرع من مجموعة سيارات هيونداي/كيا، وهي ثاني أكبر شركة في كوريا الجنوبية بعد سامسونج، ورابع أكبر مصنعي السيارات في العالم من حيث عدد الوحدات المباعة سنويًا، وواحدة من أكبر شركات آسيا تتضمن تويوتا، هوندا، نيسان موتورز.

## التاريخ
شنج جو-ينج هو مؤسس شركة هيونداي للهندسة والإنشاء عام 1947 و تأسست شركة هيونداي موتور لاحقاً عام 1967.
هيونداي كورتينا أول موديل أنتجته الشركة بالتعاون مع شركة فورد موتور عام 1968.
في عام 1975 طُرحت بوني في الأسواق كأول سيارة كورية، صممها جيورجيو جيجيارو من شركة إيتلديزين، وتكنولجيا الكهرباء كانت مقدمة من شركة متسوبيشي موتورز اليابان، بدأ التصدير في العام التالي إلى الإكوادور وبعدها بفترة قصيرة إلى
دول البينيلكس (تجمع اقتصادي في أوروبا الغربية يضم هولندا، بلجيكا ولوكسمبرورج).
عام 1991 نجحت الشركة في إنتاج أول محرك يعمل بالبنزين واسطونات ألفا الرباعية، وناقل حركة مسجلين باسم الشركة، ممهدة الطريق إلى الاستقلال التكنولوجي.
دخلت هيونداي السوق الأمريكي 1986 و هيونداي إكسيل حازت بلقب أحسن عاشر منتج في مجلة فورشين، إلى حد كبير رجع ذلك إلى سهولة اقتنائها.
أنتجت الشركة 1988 موديلات بتكنولجيا خاصة بها وكان أولها هيونداي سوناتا الحجم المتوسط.
في 1998 بدأت الشركة بفحص صورتها بدقة وعناية لتحول نفسها إلى علامة عالمية، 1999 قام شنج جو-ينج بنقل قيادة الشركة إلى إبنه شنج مونج كو

## التاريخ بتفصيل
في عام 1984، بدأت هيونداي في تصدير Pony إلى كندا، ولكن ليس إلى الولايات المتحدة، حيث لم يجتاز Pony معايير الانبعاثات هناك. تجاوزت المبيعات الكندية التوقعات إلى حد كبير، وكانت في وقت من الأوقات السيارة الأكثر مبيعًا في السوق الكندية. في عام 1985، تم بناء السيارة هيونداي رقم مليون. حتى طرح سيارة هيونداي جراندور Hyundai Grandeur الأكبر حجمًا في عام 1986، عرضت هيونداي سيارة فورد غرناطة Ford Granada مُجمَّعة محليًا لسوق رجال الأعمال التنفيذيين في كوريا الجنوبية. تم السماح باستيراد هذه المجموعات المدمرة طالما قامت هيونداي بتصدير خمس سيارات مقابل كل سيارة يتم جلبها من غرناطة (تم وضع نفس المطالب على كيا).
في عام 1986، بدأت هيونداي في بيع السيارات في الولايات المتحدة، ويرجع ذلك إلى حد كبير إلى قدرته على تحمل تكاليف الإنتاج حيث بدأت الشركة في إنتاج الموديلات بتقنيتها الخاصة في عام 1988، بدءًا من سوناتا متوسطة الحجم. في ربيع عام 1990، وصل إجمالي إنتاج سيارات هيونداي إلى أربعة ملايين علامة. في عام 1991، نجحت الشركة في تطوير أول محرك بنزين خاص بها، محرك ألفا رباعي الأسطوانات، وكذلك ناقل الحركة الخاص بها، مما مهد الطريق للاستقلال التكنولوجي.
في عام 1996، تم تأسيس هيونداي موتور الهند المحدودة Hyundai Motor India Limited مع مصنع إنتاج فيإيرونجاتوكوتاي Irungattukottai بالقرب من تشيناي، الهند.
في عام 1998، بدأت هيونداي في إصلاح صورتها في محاولة لترسيخ مكانتها كعلامة تجارية عالمية. نقل تشونغ جو يونغ قيادة هيونداي موتو إلى ابنه، شونغ مونغ كو، في عام 1999. استثمرت مجموعة هيونداي موتور، الشركة الأم لشركة هيونداي، بشكل كبير في الجودة والتصميم والتصنيع والبحث طويل الأمد لمركباتها. أضافت ضمانًا لمدة 10 سنوات أو 100000 ميل (160,000 كم) للسيارات المباعة في الولايات المتحدة وأطلقت حملة تسويقية قوية.
في عام 2004، احتلت هيونداي المرتبة الثانية في «الجودة الأولية» في استطلاع / دراسة أجراها جي دي باور وشركاه في أمريكا الشمالية وتعد هيونداي الآن واحدة من أكثر 100 علامة تجارية قيمة في جميع أنحاء العالم ومنذ عام 2002، كانت هيونداي أيضًا أحد الرعاة الرسميين لكأس العالم FIFA.
في عام 2006، بدأت حكومة كوريا الجنوبية تحقيقًا في ممارسات تشونغ مونغ كو كرئيس لشركة هيونداي، للاشتباه في تورطه في الفساد. في 28 أبريل 2006، ألقي القبض على تشونغ ووجهت إليه تهمة اختلاس 100 مليار وون كوري جنوبي (106 مليون دولار أمريكي). ونتيجة لذلك، حل نائب رئيس مجلس الإدارة والرئيس التنفيذي لشركة هيونداي، كيم دونج جين، مكانه كرئيس للشركة.
في 30 سبتمبر 2011، أعلن يانغ سيونغ سوك تقاعده من منصب الرئيس التنفيذي لشركة هيونداي موتو سي أو في فترة الاستبدال المؤقتة، سيقوم شانك مونغ كو وكيم إوك-جو بتقسيم واجبات منصب الرئيس التنفيذي.
في عام 2014، بدأت هيونداي مبادرة للتركيز على تحسين ديناميكيات المركبات في سياراتها وظفت ألبرت بيرمان، نائب الرئيس السابق للهندسة في BMW M لتوجيه تطوير الهيكل لسيارات هيونداي؛ ينص على أن "الشركة تنوي أن تصبح رائدة تقنيًا في الركوب والمناولة، وإنتاج المركبات التي تقود قطاعاتها الخاصة من أجل مشاركة السائق.
في 14 أكتوبر 2020، تم افتتاح إيسون تشونج كرئيس جديد لمجموعة هيونداي موتو تم تعيين والده، تشونغ مونغ كو، رئيسًا فخريًا.
في أبريل 2021، قالت الشركة إن أرباحها ارتفعت بنسبة 187٪، وهو أعلى ارتفاع في أربع سنوات. وسجلت الشركة ربحًا قدره 1.16 مليار دولار من بداية عام 2021 حتى مارس.

## هيونداي في أمريكا
دخلت هيونداي إلى سوق الولايات المتحدة في عام 1986 مع الموديل هيونداي إكسيل. حققت هيونداي في تلك السنة رقما قياسياً في بيع معظم السيارات في السنة الأولى من الأعمال التجارية في الولايات المتحدة بالمقارنة مع أي سيارة أخرى (مركبات 126,000).
في البداية ظهرت أعطال كثيرة للموديل اكسيل فتراجعت مبيعات شركة هيونداي، وأصبحت شركة هيونداي موضع نكات كثيرة حتى قام ديفيد ليترمان بلصق شعار هيونداي على لوحة التحكم الرئيسية.
رداً على ذلك بدأت شركة هيونداي تستثمر بشكل كبير في أبحاث الجودة والتصميم والتصنيع والبحوث الطويلة الأمد لمركباتها. وطرحت الشركة تحديها المشهور المعروف باسم (تحدي هيونداي-Hyundai challenge) لسياراتها بتحديد ضمان على سياراتها لمدة 10 سنوات أو 100,000 ميل (160,000 كلم). وبحلول عام 2004، زادت المبيعات بصورة كبيرة، واكتسبت الشركة سمعة جيدة ه. في العام 2004م شركة هيونداي مع فريق هوندا الياباني للجودة العلامة التجارية الأولى في استطلاع / من دراسة جي دي باور وشركاه، عن وجود 102 مشكلة لكل 100 سيارة. هذا جعل هيونداي تحتل المرتبة الثانية في هذه الصناعة، بعد تويوتا الأولي. الشركة واصلت هذا التقليد من خلال وضع الثالث في الترتيب العام في جي دي باور لعام 2006 دراسة الجودة الأولية فقط وراء بورشه ولكزس.
واصلت شركة هيونداي الاستثمار بكثافة في عملياتها في أمريكا واستمرت شعبية سياراتها بالنمو. في عام 1990، أنشأت شركة هيونداي مركز التصميم في نافورة فالي، كاليفورنيا. مركز جديد لنقل 30 مليون دولار تسهيلات في ايرفين بولاية كاليفورنيا في عام 2003، وأعيدت تسمية هيونداي كيا موتورز مركز التصميم والتقنية. بالإضافة إلى تصميم الاستوديو، ومرفق يضم أيضا شركة هيونداي أمريكا المركز التقني، وشركة (HATCI، التي أنشئت في 1986)، وهي شركة مسؤولة عن جميع الأنشطة الهندسية في الولايات المتحدة لشركة هيونداي. هيونداي الفني في أمريكا انتقلت إلى مركز جديد تبلغ مساحته 200,000 قدم مربع (19,000 م2)، بتكلفه بلغت 117 مليون دولار ويقع المقر في ممنطقة، ميتشيغان (بالقرب من آن أربور) في عام 2005.وفي وقت لاحق من ذلك العام نفسه، HATCI أعلن أنه سيكون من توسيع نطاق عملياتها الفنية في ميشيغان وتوظيف 600 مهندس إضافية وغيرها من الموظفين الفنيين على مدى فترة خمس سنوات. المركز أيضا عاملين في ولاية كاليفورنيا وألاباما.
قامت هيونداي أمريكا بالانتهاء من أعمال تشييد هيونداي / كيا في ولاية كاليفورنيا سيتي في العام 2004. حيث تم تشييد المصنع على مساحة 4,300 فدان (17 km2) في صحراء موهافي، وهي منطقة حيوية للسيارات، وسيلة للمناولة بالطبع داخل مسار بيضاوي، ومهدت الطريق تلة، وعدة الطرق السطحية خاصة. 30,000 ألف قدم مربع (2,800 m2) مجمع يضم مكاتب ومناطق اختبار داخلي يقع في المبنى أيضا. مرفق تم بناؤه بتكلفة 50 مليون دولار. يمكن من الفضاء العثور عليها. هيونداي اكملت مصنع تجميع خارج مونتغمري، بولاية ألاباما عام 2004، مع الافتتاح الكبير يوم 20 مايو، 2005، بتكلفة قدرها 1.1 مليار دولار. بكامل طاقتها، ويستخدم المصنع 2,000 عامل حالياً، ومصنع لتجميع هيونداي سوناتا. وفي محاولة ثانية في إنتاج السيارات في أمريكا الشمالية افتتح معمل في كندا في كيبيك وأغلق في عام 1993.
في عام 2003، وفقاً لتقارير المستهلك Consumer Reports، هيونداي للمنتجبات مرتبطة بشركة هوندا اليابانية.
في عام 2005، شركة هيونداي في سميرنا، جورجيا افتتحت فرع بموظفين أصماء لتصبح الأولى في العالم بأسره. وكان الموظفين في هذا الفرع قادرين على بيع الزبائن الصم وباستخدام هواتف لغة الإشارة الأمريكية والفيديو كونفرنس.
في عام 2006، في تصنيف جي دي باور وشركاه 'تصنف الجودة، أحتلت هيونداي المرتبة الثالثة بالتصنيف 3rd، مباشرةً بعد بورش ولكزس، وضربت بذلك منافس قوي هي تويوتا. وبشكلٍ مشابه للعام 2003 هيونداي سوناتا أقل من 2200 دولار لتجهيز مماثل لهوندا أكورد، وفقاً للكتاب الأزرق للتسعير لكيلي 2006.
في عام 2006، حصل موديل انتورياج (Hyundai Entourage) على خمس نجمات في تقييم السلامة وهو أعلى وسام من اللجنة الوطنية لسلامة المرور على الطرق بالنسبة لجميع مواقع الجلوس في حوادث التصادم الأمامية والجانبية أثر. معهد التأمين للسلامة على الطرقات السريعة أيضا معدلات «جيد»—وهو أعلى تصنيف—في الجبهة، والآثار الجانبية والخلفية. وIIHS (معهد التأمين للسلامة على الطرقات السريعة، والولايات المتحدة)، في الحقيقة، عين في عام 2006 هيونداي/انتورياج وكيا/سيدونا على جائزة «الذهب أعلى السلامة بيك» (Gold Top Safety Pick)، مما يجعلهما السيارت الأكثر أماناً من فئة الميني فان لأي سيارة تم اختبارها قط.
في عام 2006، منحت شركة هيونداي 'أفضل تقييم للسيارات 2006 المثالي' من Autopacific، وبحوث التسويق وشركة استشارات لصناعة السيارات.
في عام 2007 الرؤية الاستراتيجية لجوائز الجودة الشاملة، هيونداي موتورز تقود معظم أجزاء السيارة في الرؤية الاستراتيجية توتال مؤشر جودة، وقياس تجربة ملكية. انها محاولة لقياس أكثر من مجرد عدد من المشاكل لكل مركبة. هيونداي قمم في الرؤية الاستراتيجية لجوائز الجودة الشاملة. للمرة الأولى على الإطلاق، وشركة هيونداي قد ارتفع إلى حصة موقف يحتم على معظم النماذج الرائدة قطعة. ثلاثة نماذج مع إجمالي رأس مؤشر جودة (TQI) يسجل في فئتها، بما في ذلك شركة هيونداي ازيرا، حاشية، وسانتا في.
في عام 2007، حازت سانتا ضمن فئة سيارات الدفع الرباعي متوسطة الحجم على جائزة الأعلى سلامة من قبل IIHS.
في عام 2007 في معرض نيويورك الدولي للسيارات، كشفت شركة هيونداي النقاب عن محرك V8 بالدفع الخلفي لسيارة سيدان فاخرة هي الجينيسيس أمام خط إنتاج الأزيرا. الجينيسيس تعيد لمجموعة هيونداي طريقة الدفع الخلفي للسيارات بعد فترة طويلة من إنتاج سيارات الدفع الامامي.
في عام 2007 في معرض لوس أنجلوس الدولي للسيارات، كشفت شركة هيونداي النقاب عن سيارة دفع خلفي، وهذه السيارة هي جينيسيس كوبيه، كأول سيارة رياضية ستظهر لأول مرة في أوائل عام 2009.
في عام 2008، تم منح موديل سانتا وموديل ألنترا في مجلة تقارير المستهلكين «الأعلى اختيار». تقرير المجلة الشعبية السنوي كان مستنداً على التجارب والطرق وتوقع سلامة وموثوقية تعتبر ذات النفوذ الكبير في أوساط المستهلكين. حازت ألنترا ضمن تقرير المجلة على المركز الأول في 2008 من بين 19 سيارة ألفئة السيارات العائلية الصغيرة، متقدمةً على هوندا سيفيك وتويوتا كورولا وتويوتا بريوس.
في عام 2008، في معرض أمريكا الشمالية الدولي للسيارات، قدمت هيونداي تحفتها من الفخامة والأداء المتميز سيارة السيدان جينيسيس، وشركة هيونداي قدمت بذلك ولاول مرة نسخة من الأداء المنحى الخلفي بالسيارة هيونداي كوبيه.في عام 2009 أعلنت شركة هيونداي للخمسة أبواب هاتشباك وسيدان البديل من ألنترا المضغوط سوف يحمل اسم ألنترا يجول عندما تذهب للبيع في الربيع كنموذج 2009.
في عام 2009، لقب موديل السيدان جنيسيس الفاخرة Genesis من هيونداي في أمريكا الشمالية بسيارة العام North American Car of the Year، وهي سابقة لشركة هيونداي. تلقت جنيسيس عدداً من الجوائز المعترف بها في جميع أنحاء العالم. كما فازت بجائزة كندا 2009 Canadian Car of the Year من السنة بعد فوزها في فئة أفضل سيارة جديدة فاخرة تحت 50,000 دولار. حيث طورت شركة هيونداي محرك تاو V8، والذي يولد 375 حصاناً (280 كيلوواط) على الوقودالممتاز و 368 حصاناً (274 كيلوواط) على الوقود العادي، وحازت بنفس العام 2009 جائزة لأفضل 10 محركات الجائزة Ward's 10 Best Engines.
في عام 2009، 6 موديلات من شركة هيونداي/كيا أحرزت أعلى جائزة للسلامة من IIHS، وأحتلت بذلك مرتبة أفضل من سيارة نيسان / إنفينيتي.
في عام 2009، شركة هيونداي/ كيا لقبت بأنها «الأقل كلفة لتأمين المركبات».واحتلت مرتبة ضمن 'الخمسة الأوائل' الأقل كلفة.
في عام 2010، حصدت شركة سيارات هيونداي لسيارات السيدان متوسطة الحجم عن طراز سوناتا، الجديدة بالكامل، الجائزة الأولى كأفضل سيارة صالون متوسطة الحجم في فئتها من جوائز الشرق الأوسط للسيارات 2010 (MEMA)، وتمكنت «سوناتا» من التفوق على السيارات الأخرى في فئتها، مثل «هوندا أكورد» و«نيسان ألتيما» و«فورد توروس»، وذلك بفضل الأداء المتفوق والسلامة والراحة.
وتعد هذه السيارة الأولى التي تفوز بالجوائز المقدمة من قبل الشرق الأوسط لصناعة السيارات هذا العام.
المبيعات في أمريكا
| العام | المبيعات |
| ----- | -------- |
| 2000  | 244.391  |
| 2001  | 346,235  |
| 2002  | 375,119  |
| 2003  | 400,221  |
| 2004  | 418,615  |
| 2005  | 455,012  |
| 2006  | 455,520  |
| 2007  | 467,009  |
| 2008  | 401,742  |

## السيارات الكهربائية
أنتجت هيونداي أولى السيارات الهجينة الكهربائية تحت اسم أيونك للإنتاج التجاري .وقد نافست هذه السيارة مثيلتها تويوتا بريوس بقوة في نفس مناطق بيعها نظراً لجاذبية التصميم الذي لاقى قبولاً واسعا حتى لدى النقاد، وأيضاً لأن السيارة اعتمد في تصميمها على أن تكون سيارة عادية في مجملها كأي سيارة أخرى وليس بأنظمة وأساليب معقدة.
منذ عام 2004، زودت هيونداي حوالي 3,000 نسخة مهجنة من السيارات الصغيرة غيتز وأكسنت إلى الحكومة كجزء من برنامج الاختبارات لصناعة السيارات للتدليل على عدم وجود مزايا ضريبية محلية لشراء الهجينة كجزء من برنامجها التنموي للسيارات الهجينة. لكن هيونداي وتيسلا قامتا بتغيير ذلك بالفعل
سوناتا الكهربائية الهجينة الجديدة ظهرت لأول مرة في معرض لوس أنجلوس الدولي للسيارات في نوفمبر تشرين الثاني 2008 ، وتعتزم شركة "هيونداي موتور" الشروع في بناء مصنع جديد لإنتاج السيارات الكهربائية في كوريا الجنوبية، والذي يُتوقع أن يكون قادراً على إنتاج 200 ألف سيارة سنوياً.

## السجلات البيئية
أعلنت هيونداي موتورز في 23 أبريل 2008 بداية لمشروع مدته خمس سنوات لتحويل 50 كيلومترا مربعا من الأراضي غير الخصبة في الأراضي العشبية بحلول عام 2012. مع مساعدة من الاتحاد الكوري لحركة البيئة. هذا المشروع الذي يحمل اسم شركة هيونداي في المنطقة الخضراء، يقع على بعد 660 كيلومترا شمال بكين. الهدف من المشروع هو لوضع حد لتكرار العواصف الرملية في بكين، ومنع التصحر وحماية النظم الإيكولوجية المحلية. الأعشاب المحلية سوف تكون مزروعة في المنطقة التي لديها القدرة على تحمل العقيمة قلوية التربة. وهذا هو أول مشروع بيئي من برنامج الشركة المساهمة الاجتماعية.
هيونداي موتورز تعتزم مساعدة شركة شيفرون للنفط في بناء ما يصل إلى ست محطات التزود بوقود الهيدروجين الذي سيقام في ولاية كاليفورنيا، بما في ذلك مواقع في جامعة كاليفورنيا في دافيس، وشركة هيونداي أمريكا المركز التقني في تشينو. هيونداي هو الذهاب إلى توفير مجموعة من 32 مركبة تعمل بخلايا الوقود توكسون، والتي تعمل بواسطة خلايا الوقود شركة يونايتد تكنولوجيز محطات الطاقة.

## رياضة السيارات
دخلت هيونداي رياضة السيارات في الدرجة F2 من بطولة العالم للراليات في عامي 1998 و 1999. في أيلول / سبتمبر 1999، كشفت شركة هيونداي أكسنت للراليات، وبطولة العالم للراليات السيارات على أساس هيونداي أكسنت. شركة هيونداي للفريق العالم للراليات لأول مرة في سيارة في رالي السويد عام 2000 وحقق أعلى نتيجة العشرة الأولى في ذلك العام في رالي الأرجنتين، وعندما اليستر ماكراي وكينيث اريكسون المركزين السابع والثامن على التوالي. اريكسون كان يقود السيارة في وقت لاحق إلى المركز الخامس في نيوزيلندا والرابع في أستراليا. في عام 2001، وشركة هيونداي لأول مرة في تطور جديد من أكسنت للراليات، الذي يهدف إلى تحسين الاعتمادية، ولكن أداء السيارة لا تزال غير جيدة بما يكفي لتحدي الفرق الاربعة الكبرى (فورد العالم للراليات، فريق ميتسوبيشي وبيجو وسوبارو). ومع ذلك، في نهاية موسم رالي، الفريق حقق أفضل نتيجة مع مكراي احتل المركز الرابع والسادس اريكسون.
في موسم 2002، استأجرت هيونداي يوها كانكونن أربع مرات للقب بطل العالم، جنبا إلى جنب مع فريدي لوا وارمين شفارتس. كانكونن في المركز الخامس في نيوزيلندا كان الفريق أفضل نتيجة لذلك، لكنهم تمكنوا من التفوق على سكودا وميتسوبيشي بفارق نقطة واحدة في المعركة على المركز الرابع في الصانعين ببطولة العالم. في أيلول / سبتمبر 2003، بعد موسم تعوقها القيود المفروضة على الميزانية، أعلنت شركة هيونداي الانسحاب من للراليات، ولكنها تعتزم العودة في عام 2006، وهذا لم يحدث أبداً.

## الموديلات
- هيونداي أكسنت.
- أتوس / سانترا.
- أزيرا / غرانديور.
- ديناستي.
- * هيونداي إلانترا / افانتي.
- هيونداي إكسيل.
- إكيوس/سينينتال.
- جينيسيس
- كليك/جيتز.
- هيونداي ماتريكس / لافيتا.
- سنتامو.
- ماريسا.
- توسان.
- i 30
- h100 يعمل بمحرك ديزل
- هيونداي فيرنا
- هيونداي سوناتا
- هيونداي سانتافي
- هيونداي كريتا

## سيارات هيونداي الجديدة
- سوناتا: يعد هذا الجيل السابع والجديد كلياً من سيارة هيونداي سوناتا 2015، وتحمل هذه السيارة ملامح تصميمية مشابهة لشقيقتها هيونداي جينيسيس 2015 وفقاً لفلسفة «التصميم السائل 2.0» الذي تعتمده هيونداي في سيارتها الجديدة، وتعتبر هيونداي سوناتا تحفة هندسية من حيث أناقة التصميم الخارجي والداخلي بالإضافة لخصائص الرفاهية المتعددة ورحابة الصالون الخاص في هيونداي سوناتا، تقول الشركة في أول عرض صحفي للنسخة الجديدة هيونداي سوناتا 2015 ان هناك تحسينات كلية على التصميم الخارجي وتعديلات وتحسينات أيضا على التصميم الداخلي لهيونداي سوناتا، ومن الملاحظ أيضاً زيادة طول وعرض السيارة قليلا .

ست سرعات اتوماتيك مع نظام التحكم اليدوي وأغطية عجلات مقاس 65R16/205 مع إطار احتياطي وحركة مقود قيادة يدوية للأعلى والأسفل الأمام والخلف ومقود القيادة بنظام تحكم كهربائي ووسادة هوائية للسائق ومكابح مانعة للانغلاق وموزع فرامل الكتروني ومساعد فرامل ونظام فتح الابواب عن بعد “قابل للطي” ومقابض ابواب خارجية بلون السيارة ومقابض ابواب داخلية مطلية وطفاية سجائر مع ولاعة وشبك امامي اسود غامق مطلي ونسافات امامية وخلفية ومرايا خارجية بتحكم كهربائي وإشارة انعطاف جانبية وأضواء أمامية LED وإضاءة الأنوار الامامية بتحكم تلقائي وتحكم بالنظام السمعي عبر المقود ومشغل اسطوانات احادي، مع منفذ AUX&USB وست سماعات وبلوتوث وشاشة قياس 3.8 إنش وكاميرا خلفية “ميزة خاصة في هذه الدفعة فقط” ومثبت سرعة وفتحة تكييف خلفية.
جنوط الومنيوم ومقود القيادة مع عصا ناقل الحركة مكسوة بالجلد ووسادة هوائية للراكب وداخلية الأبواب مبطنة بالجلد الصناعي ومقابض أبواب خارجية كروم ومقابض أبواب داخلية مطعمة بالكروم وتخشيب على الأبواب وفتحات تكييف جانبية وكرسي خلفي مقسوم قابل للطي وشاشة قياس 4.3 إنش وإضاءة توقف خلفية علوية LE وأضواء خلفية LED ومرأة داخلية ذانية التعتيم وفتحة سقف بانوراما وستائر خلفية جانبية بتحكم يدوي ومكيف بتحكم الكتروني بتحكم مستقل ومقاعد جلد، كما تتوفر شاشة كبيرة قياس 8 إنش كمواصفة اختيارية في هيونداي سوناتا 2015 فل - ذات المواصفات الكاملة - .
وتعمل كافة نسخ هيونداي سوناتا 2015 بنظام الدفع الأمامي، وتتوفر في منطقتنا بخيارين من المحركت رباعية الاسطوانات؛ المحرك الأول سعة 2.0 لتر يولد قوة 157 حصان لتتسارع السيارة من 0 إلى 100 كم/س في 11.1 ثانية قبل أن يصل إلى السرعة القصوى التي تبلغ 200 كم/س، بينما يمكنك التعرف على مواصفات المحرك الثاني في الأسفل.
وبالإضافة إلى هذين المحركين يتوفر محرك ثالث في بعض الأسواق من نوع GDI سعة 2.4 لتر بقوة 188 حصان.
وتتوفر جميع نسخ سوناتا 2015 إما بصندوق تروس أوتوماتيكي من ست سرعات أو عادي من ست سرعات، ويمكن قيادة هيونداي سوناتا الجديدة بثلاث وضعيات؛ العادية أو الرياضية أو الاقتصادية.
- إلنترا: أطلقت هيونداي النسخة الجديدة من النترا بعديد من التحسينات الداخلية والخارجية عليها لتعطيها طابع أكثر شباببية وعصرية، وزودت النترا الجديدة بمحرك مكون من أربعة اسطوانات سعة 1.8 لتر يولد قوة تصل إلى 145 حصان، واخر بسعة 2.0 مأخوذ من الطراز السابق لالنترا.
- فيلوستر: أطلقت شركة هيونداي سيارة جديدة دخلت بها بفئة جديدة في عالم السيارت وهي سيارة هاتشباك باربعة أبواب، فهي تتميز بوجود باب واحد من جهة السائق وبابين على الجانب الآخر. زودت فيلوستر بمحرك جديد مكون من أربعة أسطوانات سعة 1.6 يولد قوة تصل إلى 138 حصان يعمل بالتناسق مع علبة تروس اوتوماتيكية من ستة نسب.
- جينيسيس كوبيه: جينيسيس كوبيه هي سيارة رياضية أطلقتها هيونداي لتنافس العديد من السيارات الرياضية المتوسطة الأداء. زودت هذه السيارة بمحرك كبير مكون من ستة أسطوانات على شكل حرف V بسعة 3.8 لترات يولد قوة 306 أحصنة يمكنها من التسارع من صفر إلى مئة كلم/س بغضون ستة ثوان، مرتبط بعلبة تروس اوتوماتيكية.
- أزيرا: ازيرا هي سيارة تمثل قيم الرفاهية لدى هيونداي، فهي سيارة فارهة مريحة كبيرة. حيث تتمتع هذه السيارة بشكل خارجي أنيق ومدروس، وبشكل داخلي عصري وناعم، لتوفر أسلوب قياده مريح. زودت هيونداي سيارتها ازيرا بمحرك مكون من ستة أسطوانات على شكل حرف V سعة 3.5 لترات يولد قوة 294 حصان يعمل مع علبة تروس اوتوماتيكية هادئه.
- سانتا فيه: أطلقت هيونداي النسخة الجديدة من سيارتها الـ (اس يو في) سانتا فيه. هذه السيارة تدخل تحت قائمة السيارات متعددة الاستعمالات أو الـ (اس يو في) فهي سيارة عملية وأنيقة تتمتع بشكل هادىء وعصري من الخارج وأنيق وبسيط في الداخل، وزودت هيونداي سانتا فيه الجديدة بمحرك مكون من ستة أسطوانات سعة 2.2 لتر يولد قوة تصل إلى 194 حصان يعمل بالتناسق مع علبة تروس اوتوماتيكية سريعة التجاوب.

## الفانات
- انتيوريج.
- غالوبير.
- غرايس.
- H1.
- سانتا.
- ستاريكس.

h100
grace
سنتافيه
تيكسون
سوناتا
فيرنا
اتوس
الينترا
اكسنت

## اقرأ أيضا
- محركات هيونداي

## وصلات خارجية
- الموقع الرسمي